# Megalotocepheus latus
Megalotocepheus latus är en kvalsterart som beskrevs av Aoki 1965. Megalotocepheus latus ingår i släktet Megalotocepheus och familjen Otocepheidae. Inga underarter finns listade i Catalogue of Life.